# Драгуны (хоккейный клуб)
«Драгуны» — молодёжная хоккейная команда из города Можайск, Московская область. Основана в 2004 году. Выступает во втором дивизионе МХЛ. Домашние матчи проводит в ледовом дворце «Багратион» (на 800). С 2004 по 2014 годы команда называлась ХК «Можайские Драгуны». С 2017 года выступает в Рыбинске, Ярославской области под названием «Полёт».

## История
Хоккейная ДЮСШ города Можайска заявилась для участия в Первенстве Московской области 2004/05 под названием «Можайские Драгуны».
В конце мая 2014 года во время итогового заседания правления Молодёжной хоккейной лиги были одобрены заявки на вступление в МХЛ нескольких новых клубов, и в их числе — можайские «Драгуны».
13 и 14 августа команда провела два домашних товарищеских матча с ХК «Варяги» со счётом 2:5 и 6:10 в пользу гостей.
В качестве предсезонной подготовки к сезону 2014—2015 команда принимала участие, с 25 по 29 августа 2014 года, в турнире памяти Валерия Васильева заняв последнее место.
Первый матч ХК «Драгуны» в Первенстве молодёжной хоккейной лиги провёл 6 сентября на выезде против команды ХК «Брянск», проиграв 12:3.
16 сентября ХК «Драгуны» провёл свой первый домашний матч Первенства молодёжной хоккейной лиги. Первым соперником можайцев на домашнем льду стал ХК «Елец». Специальным гостем церемонии открытия стал двукратный олимпийский чемпион Борис Михайлов.
С мая 2014 года командой руководил Марцел Озимак, знаменитый словацкий игрок и тренер, который в сезоне 2012—2013 работал консультантом в ХК «Лев». Но 31 октября руководство хоккейного клуба «Драгуны» приняло решение о назначении главным тренером команды Степанца Виктора Николаевича, а Марцел Озимак стал старшим тренером команды.
Первое турнирное очко было набрано командой 7 октября в выездном матче с командой «Клин Спортивный». В этой исторической для себя игре «Драгуны», проигрывая 0:2, смогли повести в счете (3:2) и упустили победу за 29 секунд до окончания основного времени матча. Решающую шайбу в овертайме забросили игроки клинской команды, победив со счётом 3:4.
18 октября 2014 года команда выиграла свой первый матч в рамках Первенства молодёжной хоккейной лиги. На домашней арене «Драгуны» принимали ХК «Платина-Кишинёв», забили 10 шайб, пропустили 7.
10 апреля 2015 года в тренерском составе произошли изменения — Виктор Степанец отстранен от должности главного тренера; Вадим Гайдамака, Марцел Озимак и Олег Вишневский отстранены от должностей тренеров, а новым главным тренером команды назначен Сергей Николаевич Коневский.
Свой дебютный сезон 2014—2015 команда завершила, набрав 43 очка, выиграв 12 матчей и забив 169 шайб.

## Статистика и достижения
| Регулярный чемпионат | Регулярный чемпионат | Регулярный чемпионат | Регулярный чемпионат | Регулярный чемпионат | Регулярный чемпионат | Регулярный чемпионат | Регулярный чемпионат | Регулярный чемпионат | Регулярный чемпионат | Регулярный чемпионат | Регулярный чемпионат | Плей-офф      | Плей-офф      | Плей-офф      | Плей-офф      | Плей-офф      | Плей-офф      | Плей-офф      | Плей-офф      | Плей-офф      | Плей-офф      |
| Сезон                | И                    | В                    | ВО                   | ВБ                   | П                    | ПО                   | ПБ                   | ГЗ                   | ГП                   | О                    | Штр                  | И             | В             | ВО            | ВБ            | П             | ПО            | ПБ            | ГЗ            | ГП            | Штр           |
| Первенство МХЛ       |                      |                      |                      |                      |                      |                      |                      |                      |                      |                      |                      |               |               |               |               |               |               |               |               |               |               |
| 2015—2016            | 44                   | 4                    | 2                    | 1                    | 35                   | 0                    | 2                    | 80                   | 237                  | 20                   | 918                  | Не участвовал | Не участвовал | Не участвовал | Не участвовал | Не участвовал | Не участвовал | Не участвовал | Не участвовал | Не участвовал | Не участвовал |
| 2014—2015            | 64                   | 12                   | 0                    | 0                    | 45                   | 7                    | 0                    | 169                  | 367                  | 43                   | 1069                 | Не участвовал | Не участвовал | Не участвовал | Не участвовал | Не участвовал | Не участвовал | Не участвовал | Не участвовал | Не участвовал | Не участвовал |
| 2013—2014            | Не участвовал        | Не участвовал        | Не участвовал        | Не участвовал        | Не участвовал        | Не участвовал        | Не участвовал        | Не участвовал        | Не участвовал        | Не участвовал        | Не участвовал        | Не участвовал | Не участвовал | Не участвовал | Не участвовал | Не участвовал | Не участвовал | Не участвовал | Не участвовал | Не участвовал | Не участвовал |
| 2012—2013            | Не участвовал        | Не участвовал        | Не участвовал        | Не участвовал        | Не участвовал        | Не участвовал        | Не участвовал        | Не участвовал        | Не участвовал        | Не участвовал        | Не участвовал        | Не участвовал | Не участвовал | Не участвовал | Не участвовал | Не участвовал | Не участвовал | Не участвовал | Не участвовал | Не участвовал | Не участвовал |
| 2011—2012            | Не участвовал        | Не участвовал        | Не участвовал        | Не участвовал        | Не участвовал        | Не участвовал        | Не участвовал        | Не участвовал        | Не участвовал        | Не участвовал        | Не участвовал        | Не участвовал | Не участвовал | Не участвовал | Не участвовал | Не участвовал | Не участвовал | Не участвовал | Не участвовал | Не участвовал | Не участвовал |

## Список главных тренеров
- Скиба Алексей Юрьевич (11.01.2016—н. в.)
- и. о. Фролов Константин Николаевич (10.11.2015—10.01.2016)
- Коневский Сергей Николаевич (10.04.2015—09.11.2015)
- Степанец Виктор Николаевич (01.11.2014—09.04.2015)
- Озимак Марцел (05.2014—31.10.2014)

## Арена
Домашние игры ХК «Драгуны» проводит во дворце спорта «Багратион», вмещающем менее 1 тысячи зрителей. Ледовый дворец был введён в эксплуатацию в 2004 году.